# はづき (漫画家)
はづき（8月12日 - ）は、日本の漫画家、イラストレーター。静岡県出身。サークル「float*」にて同人活動を行っている。
商業での活動としては、『コミック百合姫』にて『ゆめぐりゆりめぐり』を、『まんがタイムきらら』にて『推しごとびより』をそれぞれ連載していた。その後も、下記のとおり2作品連載を続けている（2023年現在）。

## 作品リスト

### 漫画作品

#### 連載
- ゆめぐりゆりめぐり（『コミック百合姫』2019年6月号 - 2021年4月号）
- 推しごとびより（『まんがタイムきらら』2020年3月号 - 2022年4月号）
- 異世界サウナへようこそ！〜ルナちゃんはととのいたい〜（『まんがタイムきららフォワード』2022年12月号[3] - 2024年12月号[4]）
- おそとごはんをご一緒に（『コミック百合姫』2023年2月号[5] - 2024年11月号）

#### 読み切り
- 決勝戦のあとで（原作：矢立肇、『ラブライブ!サンシャイン!! The School Idol Movie Over the Rainbow Comic Anthology Saint Snow』2020年） - 『ラブライブ!サンシャイン!! The School Idol Movie Over the Rainbow』のアンソロジー寄稿作品。
- ふたりの居場所（『アップルパルフェ おねロリ百合アンソロジー』2021年）
- 天然温泉 たわわの湯（『たわわなおっぱいにいろいろしたい！ アンソロジーコミック』2021年）

### イラスト
- マカロン アイドル百合アンソロジー（『百合姫コミックス』、2019年3月29日発売） - 口絵を担当[6]。

### 書籍
- 『ゆめぐりゆりめぐり』、一迅社〈百合姫コミックス〉2019年[7] - 2021年、全4巻
- 『推しごとびより』、芳文社〈まんがタイムKRコミックス〉2021年[8] - 2022年、全2巻
- 『おそとごはんをご一緒に』、一迅社〈百合姫コミックス〉2023年 - 刊行中、既刊3巻（2024年11月18日現在）
  1. 2023年6月16日発売[9][10]、ISBN 978-4-7580-2554-6
  2. 2024年2月17日発売[11]、ISBN 978-4-7580-2661-1
  3. 2024年11月18日発売[12]、ISBN 978-4-7580-2798-4
- 『異世界サウナへようこそ！〜ルナちゃんはととのいたい〜』、芳文社〈まんがタイムKRコミックス〉2023年 - 2024年、全3巻
  1. 2023年7月12日発売[13][14]、ISBN 978-4-8322-7469-3
  2. 2024年3月12日発売[14]、ISBN 978-4-8322-9530-8
  3. 2024年12月12日発売[15]、ISBN 978-4-8322-9594-0